# Saccharomycetaceae
Saccharomycetaceae es una familia de levaduras en el orden Saccharomycetales que se reproduce por gemación. Tienen una distribución mundial y están presentes en una gran variedad de hábitats. La especie mejor conocida es Saccharomyces cerevisiae por su importancia económica.

## Géneros
Hay 20 géneros, pero la taxonomía sigue siendo revisada.
Ascobotryozyma

Candida

Citeromyces

Debaryomyces

Brettanomyces

Eremothecium

Issatchenkia

Kazachstania

Kluyveromyces

Kodamaea

Kregervanrija

Kuraishia

Lachancea

Lodderomyces

Nakaseomyces

Pachysolen

Hansenula

Saccharomyces

Saturnispora

Tetrapisispora

Torulaspora

Vanderwaltozyma

Williopsis

Zygosaccharomyces